# 基尔蒂纳加尔
基尔蒂纳加尔（Kirtinagar），是印度北阿坎德邦Tehri Garhwal县的一个城镇。总人口1040（2001年）。

## 人口
该地2001年总人口1040人，其中男性597人，女性443人；0—6岁人口115人，其中男56人，女59人；识字率75.96%，其中男性为80.40%，女性为69.98%。